# Tomasz Waleński
Tomasz Tyson Waleński (ur. 1978, zm. 2 lutego 2016) – polski kick-boxer oraz pięściarz, działacz i trener sportów sztuk walki.

## Życiorys
Jako kick-boxer trenował u Józefa Warchoła reprezentując barwy Koszalińskiego Klubu Kick-boxingu. W 2000 na  Mistrzostwach Europy w Moskwie zajął III miejsce w wersji full-contact w kategorii wagowej 75 kg, a w 2002 roku II miejsce na Mistrzostwach Europy w Jesolo w tej samej wersji i kategorii wagowej. Był również medalistą mistrzostw świata; w 2001 zajął III miejsce w wersji full-contact w kategorii wagowej 75 kg na Mistrzostwach Świata w Belgradzie, a w 2003 uplasował się na II miejscu podczas Mistrzostw Świata w Paryżu w tej samej wersji i kategorii. Był również wielokrotnym medalistą mistrzostw Polski oraz reprezentantem kadry Polski kick-boxingu. Jako bokser w dorobku miał między innymi brązowy medal Mistrzostw Polski w boksie amatorów. 
Po zakończeniu kariery zawodniczej Waleński założył klub Wiktoria Sianów, którego był prezesem i trenerem. Był również asystentem trenera reprezentacji Polski seniorów w boksie Tomasza Różańskiego. Po śmierci Józefa Warchoła w 2015 piastował funkcję prezesa Fight Clubu Koszalin. Wśród jego wychowanków był między innymi Konrad Kozłowski.
Był ojcem piłkarza Pogoni Szczecin – Szymona Waleńskiego.
Spoczywa na cmentarzu w Sianowie.